# Завязывай
«Завязывай» (англ. Butt Out), в переводе MTV «Бросай курить» — эпизод 713 (№ 109) сериала «Южный Парк», премьера которого состоялась 3 декабря 2003 года.

## Сюжет
В школу приезжает группа Butt Out с выступлением о вреде курения. Дети, услышав о том, что «если они не будут курить, то смогут стать такими, как Butt Out», на следующий же перемене специально пошли курить за школу, чтобы не быть похожими на эту группу. Куря, они увидели, как к ним подходит мистер Мэки. Они выбрасывают сигареты в мусорный контейнер, что приводит к возгоранию школы. Когда приходят родители, мальчики сваливают всё на табачные компании. Чтобы остановить курение, родители Южного парка приглашают в город главного борца с курением «всех времён и народов» Роба Райнера, помешанного на борьбе с курением. Райнер предлагает мальчикам проникнуть в табачную компанию "Big Tobacco Co" под видом туристов и сняться там на фоне сигарет, а затем разместить это фото в газеты. Мальчики проходят в табачную компанию, где Кайл находит, что все работники очень милые, и там фотографируются в табакоизготавливающем цехе, после чего они возвращаются в штаб Райнера, где все работники похожи на зомби, и с помощью фотошопа приделывают мальчикам на фотке в руки сигареты. Но Райнеру этого мало, и он решает ещё и снять одного из мальчиков в своей рекламе о вреде курения. Однако Кайл, Кенни и Стэн, поняв, что Райнер опасен и что обманывать плохо, сбегают. А для Картмана Райнер теперь кумир, он снимается в рекламе, где произносит душераздирающий монолог, о том, что у него, из-за курения, рак лёгких и что он скоро умрёт. Тут же выясняется, что Райнер и его люди хотят по-настоящему убить Картмана, чтобы весь мир поверил, что курить вредно. Испуганный Картман сбегает к Кайлу, Стэну и Кенни. Вчетвером они прячутся в той самой табачной компании. Райнер, возглавляя разъярённую толпу граждан с факелами, подходит к компании, требуя вернуть ребёнка. Тут Райнер в открытую всем говорит, для чего ему нужен Картман, и это приводит в изумление всех граждан. Кайл и Стэн признаются, что не табачные компании заставили их курить, а они сами, и что табачные компании не виноваты, в курении, всё зависит от выбора человека (при этом никто не вспоминает антирекламу группы Butt Out, которая и стала истинной причиной такого «выбора»). Все граждане с ними соглашаются. Картман, разочаровавшись в своём кумире, протыкает Райнера острым предметом, из-за чего из Райнера вытекает весь его «драгоценный» жир. Родители мальчиков, услышав, что их дети сами решили курить, сажают их под домашний арест. Стэн произносит: «Что ж, надеюсь, это послужит нам уроком», а Кайл отвечает: «Даже не надейся, чел!».

## Пародии
- В эпизоде высмеивается Роб Райнер и вся антитабачная деятельность.
- Иронизируется типовая структура эпизодов «Южного парка»: Кайл несколько раз делится с ребятами, что он догадывается, как будут развиваться события и чем всё закончится, и безрезультатно пытается уговорить друзей сразу признаться во всём родителям и не доводить дело до классической развязки «Сегодня я многое понял…».

## Факты
- Выражение "butt out", послужившее названием эпизоду, может быть переведено и как «затуши сигарету» (призыв антитабачной кампании), и как «не лезь не в своё дело», «не давай советов».